# Margolles (Parres)
Margolles es una parroquia del concejo de Cangas de Onís, en el Principado de Asturias, España. Alberga una población de 31 habitantes  y tiene una extensión de 3,44 km². Está formada únicamente por el lugar de Toraño.